# Серпрайз (Аризона)
Серпрайз (англ. Surprise) — місто (англ. city) в США, в окрузі Марікопа штату Аризона. Населення — 143 148 осіб (2020).

## Географія
Серпрайз розташований за координатами 33°40′14″ пн. ш. 112°27′10″ зх. д. / 33.67056° пн. ш. 112.45278° зх. д. (33.670612, -112.452674). За даними Бюро перепису населення США в 2010 році місто мало площу 274,20 км², з яких 273,88 км² — суходіл та 0,32 км² — водойми.

## Історія

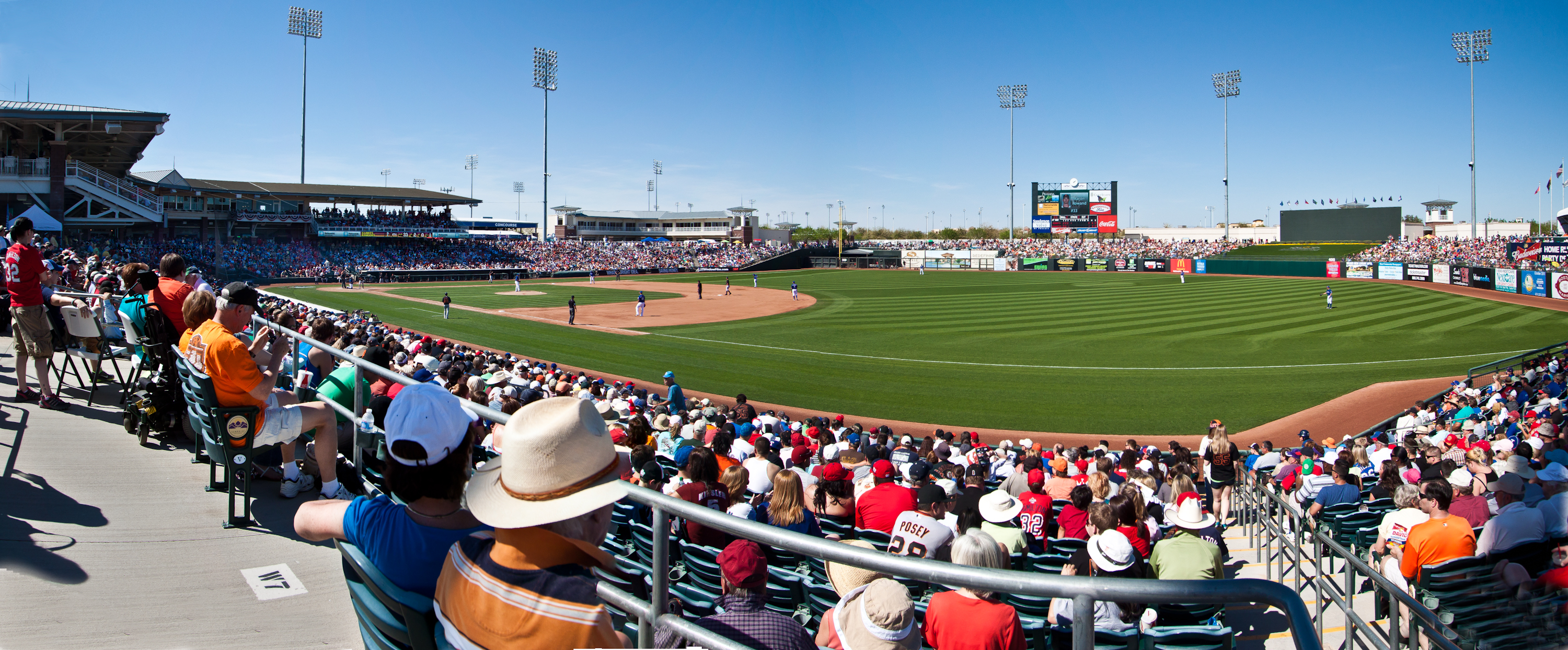
Стадіон Серпрайза

Розташований приблизно в 45 хвилинах їзди від центру міста Фінікс, Серпрайз був заснований у 1938 році Флорою Ме Статлер. На той час поселення складалося з однієї квадратної милі сільськогосподарських угідь. За словами доньки місіс Статлер, її мати назвали його Серпрайз (англ. Surprise — Сюрприз), тому що для неї було б великим сюрпризом, якби це поселення стало значним.

## Демографія
Згідно з переписом 2010 року, у місті мешкало 117 517 осіб у 43 272 домогосподарствах у складі 32 893 родин. Густота населення становила 429 осіб/км². Було 52586 помешкань (192/км²).
Расовий склад населення:
| - 80,6 % — білих - 5,1 % — чорних або афроамериканців - 2,6 % — азіатів - 0,7 % — корінних американців - 0,2 % — вихідців з тихоокеанських островів - 7,0 % — осіб інших рас |

До двох чи більше рас належало 3,8 %. Частка іспаномовних становила 18,5 % від усіх жителів.
За віковим діапазоном населення розподілялося таким чином: 27,3 % — особи молодші 18 років, 53,7 % — особи у віці 18—64 років, 19,0 % — особи у віці 65 років та старші. Медіана віку мешканця становила 36,8 року. На 100 осіб жіночої статі у місті припадало 93,4 чоловіків; на 100 жінок у віці від 18 років та старших — 90,1 чоловіків також старших 18 років.
Середній дохід на одне домашнє господарство становив 69 361 долар США (медіана — 59 916), а середній дохід на одну сім'ю — 75 319 доларів (медіана — 66 386). Медіана доходів становила 51 313 долари для чоловіків та 39 844 долари для жінок. За межею бідності перебувало 9,8 % осіб, у тому числі 13,1 % дітей у віці до 18 років та 5,4 % осіб у віці 65 років та старших.
Цивільне працевлаштоване населення становило 48 259 осіб. Основні галузі зайнятості: освіта, охорона здоров'я та соціальна допомога — 25,1 %, роздрібна торгівля — 13,9 %, фінанси, страхування та нерухомість — 10,6 %, науковці, спеціалісти, менеджери — 9,6 %.